# Jingalup
Jingalup är en ort i Australien. Den ligger i kommunen Kojonup och delstaten Western Australia, omkring 250 kilometer sydost om delstatshuvudstaden Perth. Antalet invånare är 210.
Trakten runt Jingalup är nära nog obefolkad, med mindre än två invånare per kvadratkilometer.. Närmaste större samhälle är Kojonup, omkring 19 kilometer nordost om Jingalup.
Trakten runt Jingalup består till största delen av jordbruksmark. Genomsnittlig årsnederbörd är 760 millimeter. Den regnigaste månaden är september, med i genomsnitt 136 mm nederbörd, och den torraste är februari, med 12 mm nederbörd.